# در شیرینی‌فروشی
در شیرینی‌فروشی (انگلیسی: In the Dough) یک فیلم پیشا-کد کمدی به کارگردانی ری مک‌کری است که در سال ۱۹۳۳ منتشر شد. این آخرین فیلمی بود که راسکو آرباکل در آن نقش‌آفرینی نمود و آرباکل در اولین ساعات صبح روز ۲۹ ژوئن ۱۹۳۳، یک روز پس از اتمام کار روی فیلم، بر اثر سکته قلبی درگذشت.

## گزیدهٔ بازیگران
- راسکو آرباکل
- لایونل استندر
- شمپ هوارد
- رالف سنفورد